# Giải bóng đá vô địch quốc gia Turkmenistan 2005
Giải bóng đá vô địch quốc gia Turkmenistan 2005 hay Ýokary Liga 2005 là mùa giải thứ 13 của giải bóng đá chuyên nghiệp Turkmenistan. Có 9 đội tham gia năm 2005.

## Kết quả
| Vị thứ | Đội bóng            | St | T  | H  | B  | BT-BB | Đ  |
| ------ | ------------------- | -- | -- | -- | -- | ----- | -- |
| 1      | HTTU Aşgabat        | 32 | 22 | 6  | 4  | 77-20 | 72 |
| 2      | Gazçy Gazojak       | 32 | 18 | 8  | 6  | 54-18 | 62 |
| 3      | Nebitçi Balkanabat  | 32 | 17 | 7  | 8  | 48-29 | 58 |
| 4      | Nisa Aşgabat        | 32 | 10 | 11 | 11 | 31-38 | 41 |
| 5      | Merw Mary           | 32 | 10 | 9  | 13 | 28-38 | 39 |
| 6      | Şagadam Türkmenbaşy | 32 | 10 | 6  | 16 | 33-49 | 36 |
| 7      | Turan Daşoguz       | 32 | 9  | 8  | 15 | 33-50 | 35 |
| 8      | Köpetdag Aşgabat    | 32 | 7  | 9  | 16 | 29-56 | 30 |
| 9      | Ahal Annau          | 32 | 6  | 6  | 20 | 37-72 | 24 |